# Autumn Falls
Autumn Falls (New York, 4 agosto 2000) è un'attrice pornografica statunitense.

## Biografia
Nata a New York da una famiglia di origine portoricana al liceo era una cheerleader e faceva parte della squadra di atletica leggera. Dopo aver lavorato come camgirl per Camster per poche settimane non appena compiuta la maggiore età, ha esordito con una scena per il sito amateurallure.com. Ha in seguito lavorato per major dell'industria come Vixen, NaughtyAmerica e Brazzers girando per quest'ultima la sua prima scena con una ragazza con Darcie Dolce. Nell'aprile del 2019 ha posato come Pet of Month per la rivista Penthouse. Ha scelto come nome d'arte Autumn che è il suo vero nome mentre Falls su suggerimento di un suo amico.
Nel 2020, assieme al suo compagno Markus Dupree, ha girato la prima scena di sesso anale per il sito camsoda.com.

## Riconoscimenti
- AVN Awards
  - 2020 – Best Group Sex Scene per Drive con Angela White, Alina Lopez, Lena Paul e Manuel Ferrara[8]
  - 2020 – Best Three-Way Sex Scene – Boy/Boy/Girl per Jules Jordan’s Three Ways con Jules Jordan e Markus Dupree[8]
  - 2020 – Hottest Newcomer (Fan Award)[8]
  - 2022 – Best Lesbian Group Sex Scene per We Live Together Season 1 Scene 4 con Gina Valentina, Emily Willis e Gia Derza[9]
- XBIZ Awards
  - 2020 – Best New Starlet[10]